# استخوان‌درد
استخوان‌درد نوعی درد است که در استخوانهای بدن دیده می‌شود. این درد می‌تواند ناشی از طیف گسترده‌ای از عوامل فیزیکی، بیماری‌ها یا هر دو باشد و می‌تواند به شدت کیفیت زندگی افراد را تحت تأثیر قرار دهد.
درد استخوان معمولاً برای مدت طولانی با افراد همراه است و به صورت سراسری است و مریض نمی‌تواند جایی از بدن را برای آن مشخص کند. فعالیت‌های فیزیکی شدید می‌توانند باعث درد استخوان شوند اما برخی بیماری‌ها مانند سرطان هم این درد را ایجاد می‌کنند.

## عوامل
برخی از بیماری‌ها باعث درد استخوان می‌شوند که می‌توان به موارد زیر اشاره کرد:
- اندکرین مانند پرکاری پاراتیروئید، پوکی استخوان، نارسایی کلیه.[۴]
- بیماری‌های گوارشی یا بیماری‌های سیستمیک مانند بیماری سلیاک و حساسیت به گلوتن غیرسلیاکی، بیماری التهابی روده (مانند بیماری کرون و کولیت اولسراتیو)[۴][۵][۶]
- بیماری خونی مانند سندرم کوشینگ، مولتیپل میلوما و کم‌خونی داسی‌شکل[۴]
- عفونت مانند بیماری لایم و عفونت استخوان.[۴]
- اختلال عصبی مانند آسیب طناب نخاعی و تحلیل رفتن مهره‌ها[۴]
- تومورهای بدخیم و سرطان مانند سرطان خون و سرطانی که به استخوان‌ها متاستاز می‌دهد.[۴]
- روماتیسم مانند اسپوندیلیت آنکیلوزان، روماتیسم مفصلی، نقرس.[۴]
- دیگر عوامل مانند آرتروز و بیماری پاژه[۴]

### عوامل در کودکان
- سرطان خون حاد[۷]
- تب روماتیسمی، بیماری بسیار خطرناکی که می‌تواند باعث آسیب همیشگی در قلب شود.[۷]
- بیماری سلیاک درمان نشده که می‌توانند بدون علائم گوارشی ظاهر شود.[۵]
- فیبرومیالژیا که افراد در همهٔ سنین می‌توانند درگیرش شوند[۸]
- درد رشد[۹]
- لوپوس[۱۰]
- پورپورای هنوخ شوئن‌لاین[۱۰]
- عفونت[۱۰]
- آسیب دیدگی‌هایی مانند شکستگی[۱۰]
- بیماری التهابی روده[۷]
- بیماری لگ کالو پرتس[۱۱]
- آرتریت ایدیوپاتیک جوانان[۴][۱۰]
- بیماری لایم که می‌تواند توسط کنه منتقل شود.[۱۰]
- لنفوم[۷]
- نرم‌استخوانی/راشیتیسم در نوجوانی[۱۲]
- استئوسارکوم[۷]
- راشیتیسم[۴]
- عفونت مفصلی عفونت شدید در مفصل‌ها که می‌تواند باعث آسیب همیشگی شود.[۱۳]
- اسپوندیلوآرتروپاتی[۷]
- بیماری‌های ویروسی مانند سرخک، آنفلوانزا، مونونوکلئوز عفونی، آبله‌مرغان

عوامل معروف درد استخوانی در بزرگسال مانند نقرس و آرتروز در کودکان بسیار کمتر دیده می‌شود.